# سلاح الجو الملكي الهولندي
سلاح الجو الملكي الهولندي (RNLAF) (بالهولندية: Koninklijke Luchtmacht (KLu))، هو فرع الطيران العسكري من القوات المسلحة الملكية الهولندية. تأسس سليفهLuchtvaartafdeling (قسم الطيران) من الجيش الهولندي في 1 يوليو 1913، مع أربعة طيارين.